# Хронични небактеријски простатитис
Хронични небактеријски простатитис - хронични карлични болни синдром  или хронични простатитис/синдром хроничног карличног бола (ХП/СХКБ)  дуготрајно је стање праћено болом у карлици или сисиндромом доњег дела мокраћног система, без доказа о бактеријској инфекцији.
Погађа око 2–6% мушкараца, а већина мушкараца са хроничним простатитисом има небактеријски облик. Заједно са интерстиицијалним циститисом и бактеријским простатитисом, чини синдром хроничног карличног-пелвичног бола (енгл. chronic pelvic pain syndrome).
Узрок болести је непознат.  Дијагноза укључује искључивање других потенцијалних узрока симптома као што су бактеријски простатитис, доброћудна хипертрофија простате, прекомерно активна бешика и рак простате.
Препоручени третмани укључују мултимодалну терапију, физиотерапију и примену алфа блокатора или антибиотика у одређеним новодијагностикованим случајевима. Нека од истраживања подржавају и неке третмане који нису засновани на лековима.

## Опште информације
Простата (кестењача) је полна жлезда која чини део репродуктивног тракта мушкарца. Главна улога простате је производња секрета која чини саставни део ејакулата. Налази се иза симфизе, испред ректума, испод мокраћне бешике и изнад урогениталне прелчаге. Мокрачна цев својим проксималним делом пролази кроз простату и у целости је окружена ткивом простате.
Да је простатитис уобичајено стање код мушкараца, указује податак да је на глобалном нивоу пријављено да је 35–50% мушкараца , који су барем једном током живота погођено симптомима који указују на простатитис.
Симптоматски, хронични облици простатитиса, како их дефинише Национални институти за здравље Сједињених Америчких Држава, у свом издању од 1999. године, приказао је 4 синдрома простатитиса (види табелу) међу којима су хронични бактеријски простатитис и хронични простатитис/синдром хроничног карличног бола приказани као посебни синдроми.
| Тип | Назив и опис |
| --- | --- |
| I   | Акутни бактеријски простатитис |
| II  | Хронични бактеријски простатитис Поновљене инфекције мокраћног тракта Хроничне инфекције простате |
| III | Хронични небактеријски простатитис - хронични карлични болни синдром (CPPS) (непријатан осећај или бол у пределу карлице, који траје најмање три месеца са различитим поремећајима мокрења и сексуалних тегоба) IIIa - Инфламаторни хронични абактеријски простатитис (леукоцити у сперми) IIIб - Неинфламаторни хронични абактеријски простатитис (без леукоцита у сперми) |
| IV  | Асимптоматски инфламаторни простатитис (хистолошки простатитис) Докази о запаљењу у биоптату, сперми/експрету простате, без симптома |

Иако имају значајан негативан утицај на квалитет живота пацијената  и представљају дијагностичке и терапијске изазове за лекаре, хронични бактеријски простатитис и хронични простатитис/синдром хроничног карличног бола су у литератури добили релативно мало пажње, у поређењу са другим уролошким стањима.
Одсуство чврстих и јасних епидемиолошких података може такође одражавати недостатак јединствене дефиниције и преклапање симптома са другим стањима, као што су доброћудно повећање простате и рак простате.
Хронични небактеријски простатитис најчешћи је тип простатитиса који се јавља код трећине мушкараца. Углавном га карактерише бол или нелагодност која траје три и више месеци у регији између ануса и скротума, доњем делу абдомена, пенису, скротуму и доњем делу леђа па отуда и назив Синдром хроничног карличног-пелвичног бола (СХПБ (енгл. chronic pelvic pain syndrome - CPPS). Често се јављају и бол током или после ејакулације и сексуална дисфункција. Поремећаји мокрења су слабог интензитета, периодични и најчешће се јављају као бол у уретри током или после мокрења, поремећај квалитета млаза мокраће и у виду ургенције за мокрењем.

## Епидемиологија
Морбидитет
У општој популацији, синдром хроничног карличног бола јавља се код око 0,5% мушкараца на годишњем нивоу.  Иако се сматра да је укупна преваленција симптома који указују на простатитис 6,3%, на основу популације >10.600 испитаника, систематски преглед је открио на овом узорку преваленцију од  8,2% симптома простатитиса.
Старост
ХП/СХКБ се јавља код мушкараца било којег узраста, са највећом  инциденцом код оних старости од 35 до 45 година.  На основу истраживања из 2008. године утврђено је да је преваленција ХП/СХКБ много већа код тинејџера него што се некада сумњало.

## Етиологија
Узроци хроничног простатитиса/синдрома хроничног карличног бола могу бити:
- функционалне или структурне промене мокраћне бешике, примарна опструкција врата мокраћне бешике, псеудодисинергија (контракција спољашњег сфинктера током мокрења или неуспело опуштања спољашњег сфинктера током пражњења),
- поремећена контрактилност детрузора или аконтрактилни детрузорски мишић,
- зачепљење канала за ејакулацију,
- повећана напетост бочног зида карлице,
- неспецифична упала простате, мање уобичајеним врстама бактерија
- недовољно санирана бактеријска инфекција простате
- вожња бициклом,
- иритација хемикалијама,
- сексуално злостављање,
- вируси
- стрес и емоционални фактори.

## Клиничка слика
Хронични небактеријски простатитис карактерише карлични или перинеални бол (као кључни симптом) без доказа о инфекцији мокраћног тракта,  која траје дуже од 3 месеца.  Симптоми се могу појачавати и нестати. Бол који може варирати од благог до исцрпљујућег може се ширити у леђа и ректум, чинећи седење непријатним. Бол може бити присутан у перинеуму, тестисима, врху пениса, стидној или мокраћној бешици.
Међу могућим симптома су дизурија, артралгија, мијалгија, необјашњиви умор, бол у стомаку, стални пекући бол у пенису. 
Учестало мокрење и повећана хитност могу указивати на интерстицијски циститис (запаљење усредсређено на мокрачну бешику, а не на простату). 
Бол након ејакулације, посредован нервима и мишићима, је такође карактеристика овог стања, и служи за разликовање пацијената са CP/CPPS од мушкараца са доброћудном хипертрофијом простате или од нормалних мушкараца. 
Неки од пацијента од симптома наводе: низак либидо, сексуалну дисфункцију и потешкоће са ерекцијом.

## Дијагноза
Добра анамнеза је пола дијагнозе посбно када су тегобе атипичне. У анамнези треба инсистирати на тегобама, подацима о претходном (само)лечењу антибиотицима, уролошким обољењима и евентуалним инструменталним прегледима, сексуалним контактима. Неретко је само лечење узрок перзистирања тегоба и настанка ХП/СХКБ. 
Општи физикални преглед може помоћи у постављању дијагнозе простатитиса. Палпацијом абдомена болесник може да има нелагодност у пубичној регији због отежаног пражњења бешике, могуће и ретенцију урина. Прегледом гениталија потребно је обратити пажњу на било какве аномалије на пенису, тестисима и пасемницима који могу погодовати простатитису, присуство исцетка из уретре, увећање лимфних жлезда у препонама, увећање и оток скротума
Понекад постојање калкулуса у простати може бити извор инфекције. Како је тешко палпацијом утврдити постојање калкулуса, саветују други дијагностички прегледи.
У случају одржавања тегоба саветује се испитивање могуће туберкулозе простате, посебно у неким регионима где је туберкулоза ендемска појава. Од налаза могу да имају пиоспермију и хематоспермију. Ови мушкарци дају податке о прележаној туберкулози.
Код болесника са клиничким погоршањем болести упркос одговарајућем лечењу, или код оних који су имунокомпромитовани или предиспонирани на бактеријемију или емболијске компликације (дијабетичари, ХИВ позитивни), саветује се снимање карлице компјутеризовaном томографијом или магнетном резонанцом, или преглед ултразвуком са трансректалном сондом, да би се дијагностиковао апсцес простате.

## Диференцијална дијагноза
Нека стања имају сличне симптоме као хронични простатитис: хипертрофија врата мокраћне бешике и стриктура уретре могу да изазову сличне симптоме кроз рефлукс урина (између осталог) и могу се искључити путем флексибилне цистоскопије и уродинамских тестова.

## Терапија
Лечење небактеријског простатитиса је тешко и често је главни циљ терапије контрола симптома.
Лекови
За лечење овог стања може се користити неколико врста лекова, који укључују:
- Дугоделујући антибиотици, како би се искључи простатитис узрокован бактеријама. Међутим, пацијенти којима антибиотици не помажу требало би да престану да узимају ове лекове.
- Алфа-адренергични блокатори, који помажу у опуштању мишића простате. Често је потребно око 6 недеља пре него што ови лекови почну да делују. Мана многи пацијенти немају олакшање од ових лекова.
- Аспирин, ибупрофен и други нестероидни антиинфламаторни лекови (НСАИД), који могу ублажити симптоме код неких мушкараца.
- Релаксанти мишића, попут диазепама или циклобензаприна могу помоћи у смањењу грчева у карличном дну.

Хируршко лечење
Операција, која се зове трансуретрална ресекција простате, може се примени у ретким случајевима ако лекови не помогну. У већини случајева, ова операција се не ради на млађим мушкарцима, јер може изазвати ретроградну ејакулацију  и довести до стерилитета, импотенције и инконтиненције.
Остала терапија
Остали третмани који се могу испробати укључују:
- Топла купка да ублажите бол
- Масажа простате, акупунктура и вежбе опуштања
- Промене у исхрани како би се избегле иритације бешике и уринарног тракта
- Физикална терапија дна карлице

## Прогноза
Многи болесници реагују на лечење. Међутим, други не добијају олакшање, чак ни након покушаја разних облика терапије. Симптоми се често враћају и можда се не могу лечити.

## Компликације
Нелечени симптоми небактеријског простатитиса могу довести до сексуалних и уринарних проблема. Ови проблеми могу значајно утицати на начин живота и емоционално благостање болесника.